# Gornji Ribnik (Bośnia i Hercegowina)
Gornji Ribnik (cyr. Горњи Рибник) – wieś w Bośni i Hercegowinie, w Republice Serbskiej, siedziba gminy Ribnik. W 2013 roku liczyła 674 mieszkańców.